# نور السبعة
«نور السبعة» (بالإنجليزية: Light of the Seven)‏ هي مقطوعة بيانو أوركسترالية في مسلسل الفنتازي صراع العروش على إتش بي أو، وهو المسلسل التلفزيوني المقتبس من رواية أغنية الجليد والنار لجورج ر. ر. مارتن. تم عزفها لأول مرة خلال الحلقة النهائية للموسم السادس من المسلسل وقام بتلحينها رامين جوادي في عام 2016. «نور السبعة» هي المرة الأولى التي يتم فيها استخدام البيانو في موسيقى صراع العروش. تم ترشيحها من قبل رابطة نقاد الموسيقى السينمائية الدولية لتأليف موسيقى الفيلم لهذا العام.

## الاستقبال
تلقت القطعة إشادة عالمية من النقاد والمعجبين، حيث وصفتها ليلي لوفبورو من ذا ويك بأنها «الفائز الحقيقي» في نهاية الموسم. ورد جوادي على الثناء العالمي الذي حصلت عليه القطعة، قائلاً: «لم أكن لأتصور أبدًا أن هذا سيحدث، إنه أمر مثير للغاية لأنه نهاية خاصة جدًا».

### الجوائز
| العام | الجوائز                                | الفئة                                 | المرشح(ون)  | النتيجة | م.    |
| ----- | -------------------------------------- | ------------------------------------- | ----------- | ------- | ----- |
| 2016  | رابطة نقاد الموسيقى السينمائية الدولية | أفضل موسيقى تصويرية للفيلم لهذا العام | رامين جوادي | رُشِّح     | [ 4 ] |